# Ida Reteno Assonouet
Ida Reteno Assonouet (23 juin 1957, Pointe-Noire, République du Congo) est une femme politique gabonaise, ministre de la Justice entre 2011 et 2013 avant de devenir ministre de la Culture en 2014,.